# Suzanne Römer
Susanne Francisca Coromoto (Suzy) Camelia-Römer (Willemstad, 4 januari 1959) is een Curaçaos politica. Tussen 29 mei 2017 en 24 juli 2020 was ze minister van Gezondheid, Milieu en Natuur in het kabinet-Rhuggenaath. Ze is tweemaal premier van de Nederlandse Antillen geweest en was minister van Verkeer, Vervoer en Ruimtelijke Ordening in de kabinetten Whiteman-II en Koeiman.

## Biografie
Römer werd geboren in een gezin van zeven kinderen. Haar ouders, Hippolyte (Boeis) Römer en Thelma Römer-da Costa Gomez, waren actief binnen de PNP. Nadat ze op Curaçao de lagere en middelbare school had voltooid, ging ze in 1978 naar Nederland om rechten te studeren aan de Rijksuniversiteit Groningen. Na haar afstuderen in 1984 werkte ze als wetenschappelijk medewerker strafrecht op de universiteit. In 1986 ging ze terug naar Curaçao en werd advocaat. Zes jaar later, in 1992, werd ze Minister van Justitie in het tweede kabinet Liberia-Peters. Hierin baarde ze opzien door een Nederlands voorstel voor een nieuwe staatkundige structuur te verwerpen. In november 1993 werd ze voor korte tijd premier van de Nederlandse Antillen. Ze werd opgevolgd door Alejandro Felippe Paula.
In 1998 was ze wederom premier van de Nederlandse Antillen. Toen de coalitie in 1999 viel, trad ze af en werd minister van Nationaal Herstel en Economische zaken tot 2002. Tussen 2002 en 2015 werkte ze in de private sector als juridisch adviseur gespecialiseerd in civiel en publiek recht. Zij was tevens rechter bij het Constitutioneel Hof van Sint Maarten. In april 2015 werd ze gevraagd door de PNP om de afgetreden minister van Verkeer, Transport en Ruimtelijke Ordening Earl Balborda op te volgen in de regering van het land Curaçao.
In maart 2017 richtte Römer de politieke partij Partido Inovashon Nashonal op en werd partijleider en lijsttrekker. Bij de statenverkiezing van 2017 behaalde de PIN een zetel. Met de deelname van de PIN aan de kabinetscoalitie werd Römer benoemd tot minister van Gezondheid, Milieu en Natuur en tevens vice-premier. Ingaande 24 juli 2020 diende zij haar ontslag in nadat Rennox Calmes, PIN-medeoprichter en statenlid, op 18 juli 2020 uit de partij stapte en als onafhankelijke statenlid verder ging.. 

### Persoonlijk
Suzanne Römer is getrouwd met Carl Camelia, universitair docent, oprichter en eigenaar universiteit. Als stiefmoeder heeft Suzanne Römer de dochters van Carl Camelia van jongs af aan opgevoed. 
Moises Frumencio da Costa Gomez · 
Efraïn Jonckheer · 
Ciro Kroon ·
Gerald Sprockel ·
Ernesto Petronia ·
Ronchi Isa ·
Otto Beaujon · 
Juancho Evertsz · 
Lucina da Costa Gomez-Matheeuws ·
Boy Rozendal ·
Miguel Pourier · 
Don Martina ·
Maria Liberia-Peters · 
Suzy Camelia-Römer ·
Alejandro Felippe Paula · 
Etienne Ys ·
Ben Komproe ·
Mirna Louisa-Godett ·
Emily de Jongh-Elhage